# Babina Luka
Babina Luka (Servisch: Бабина Лука) is een plaats in de Servische gemeente kalesija. De plaats telt 772 inwoners (2002).

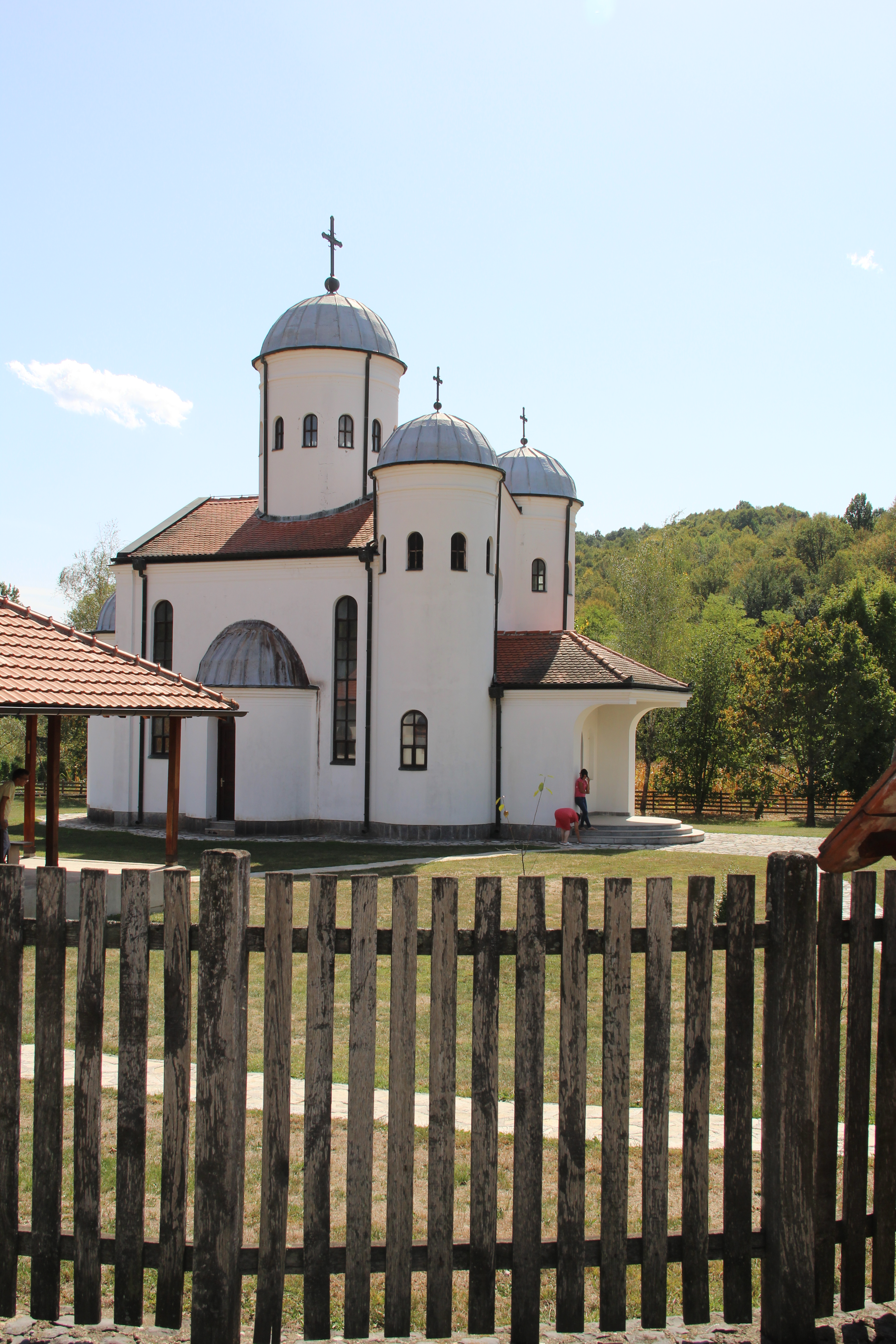
Babina Luka - kerk
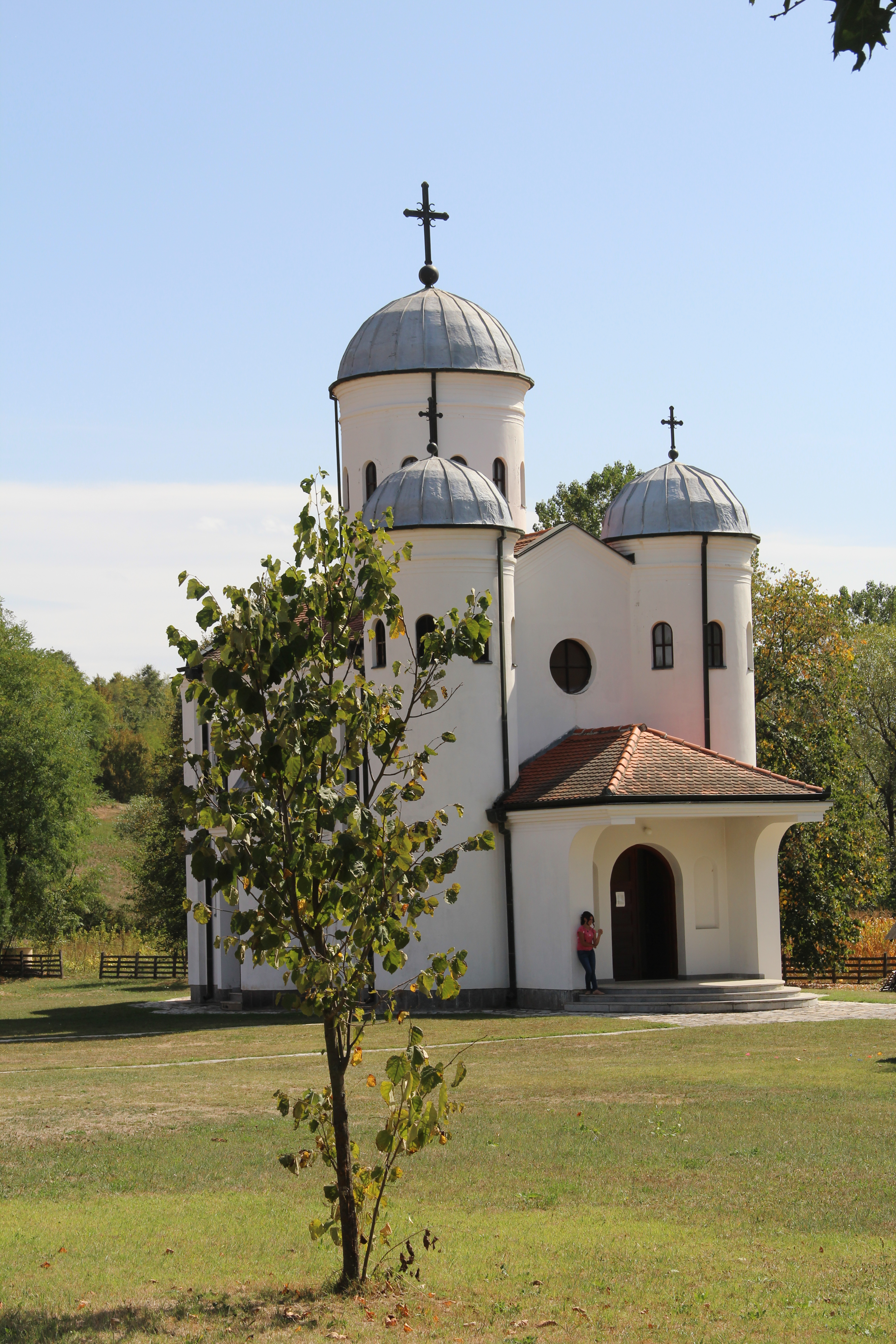
Babina Luka - kerk
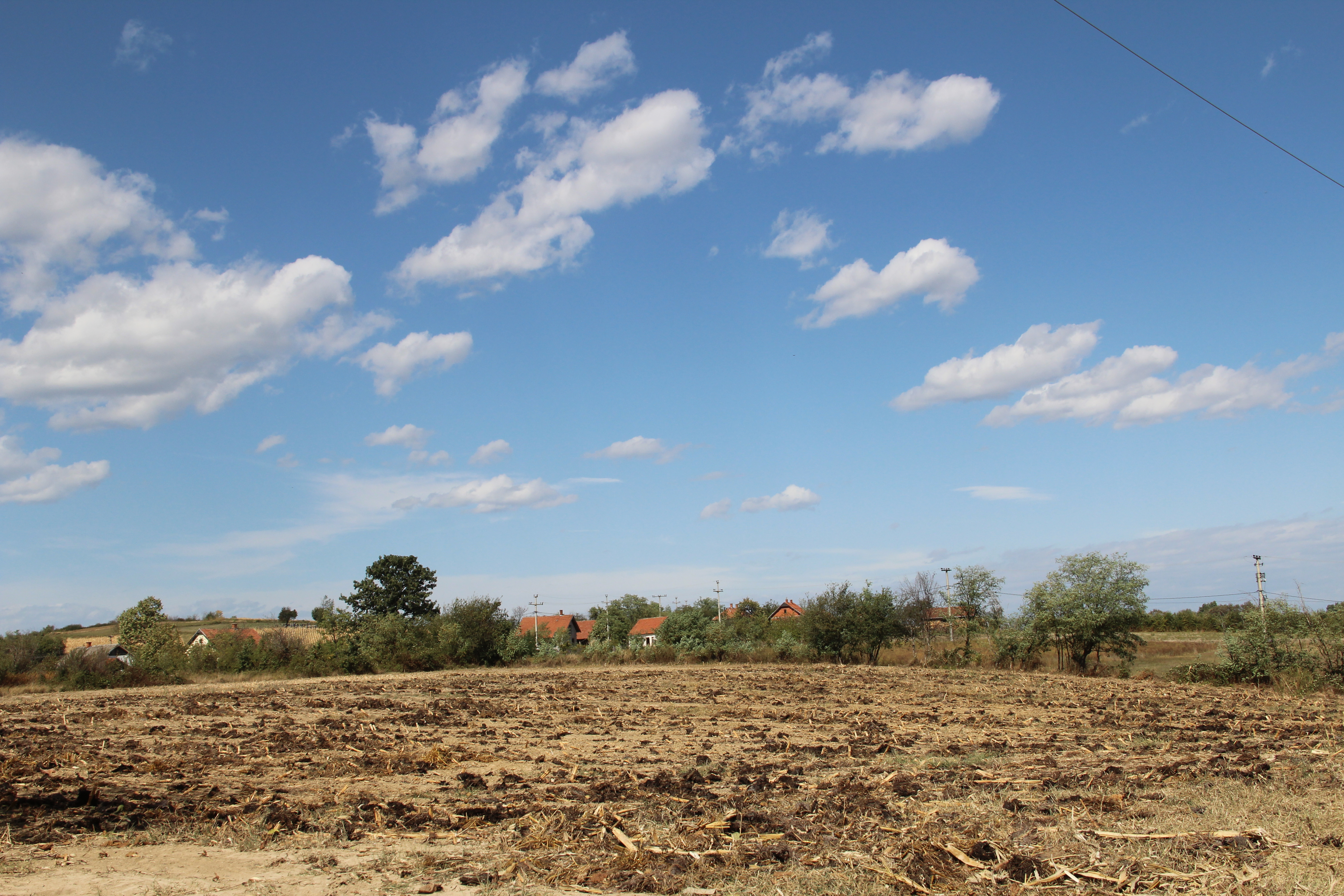
Babina Luka - Panorama
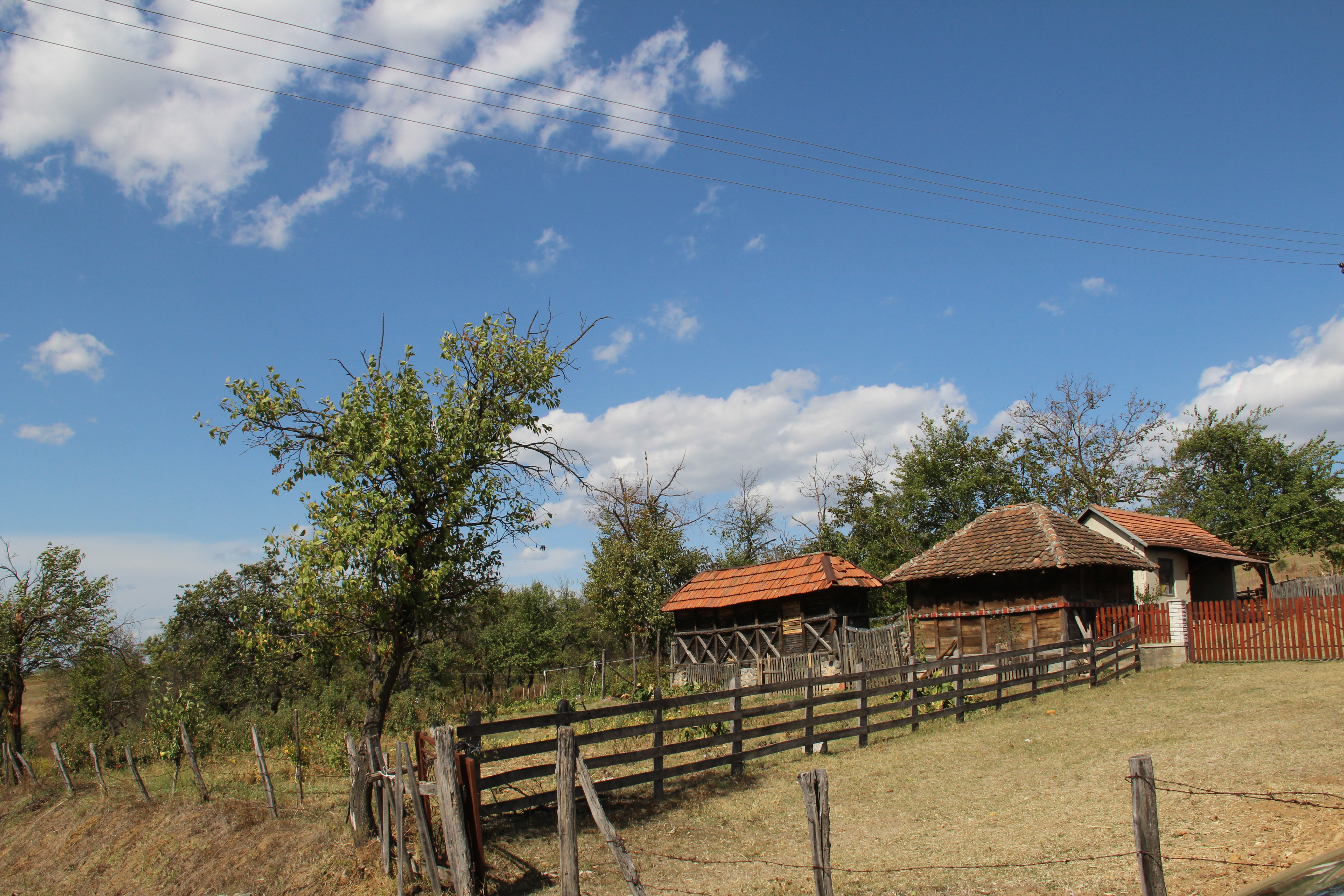
Babina Luka - Panorama
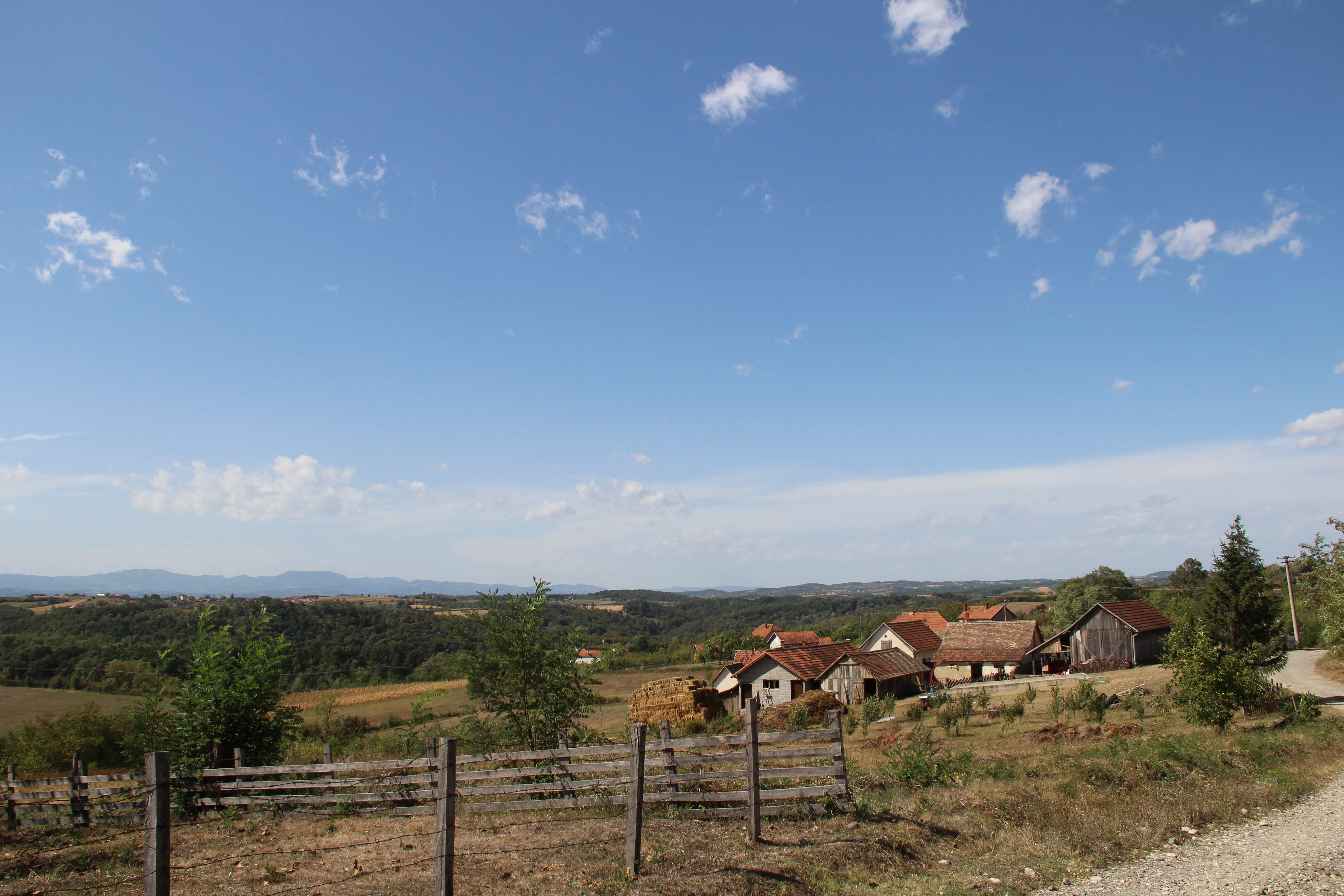
Babina Luka - Panorama
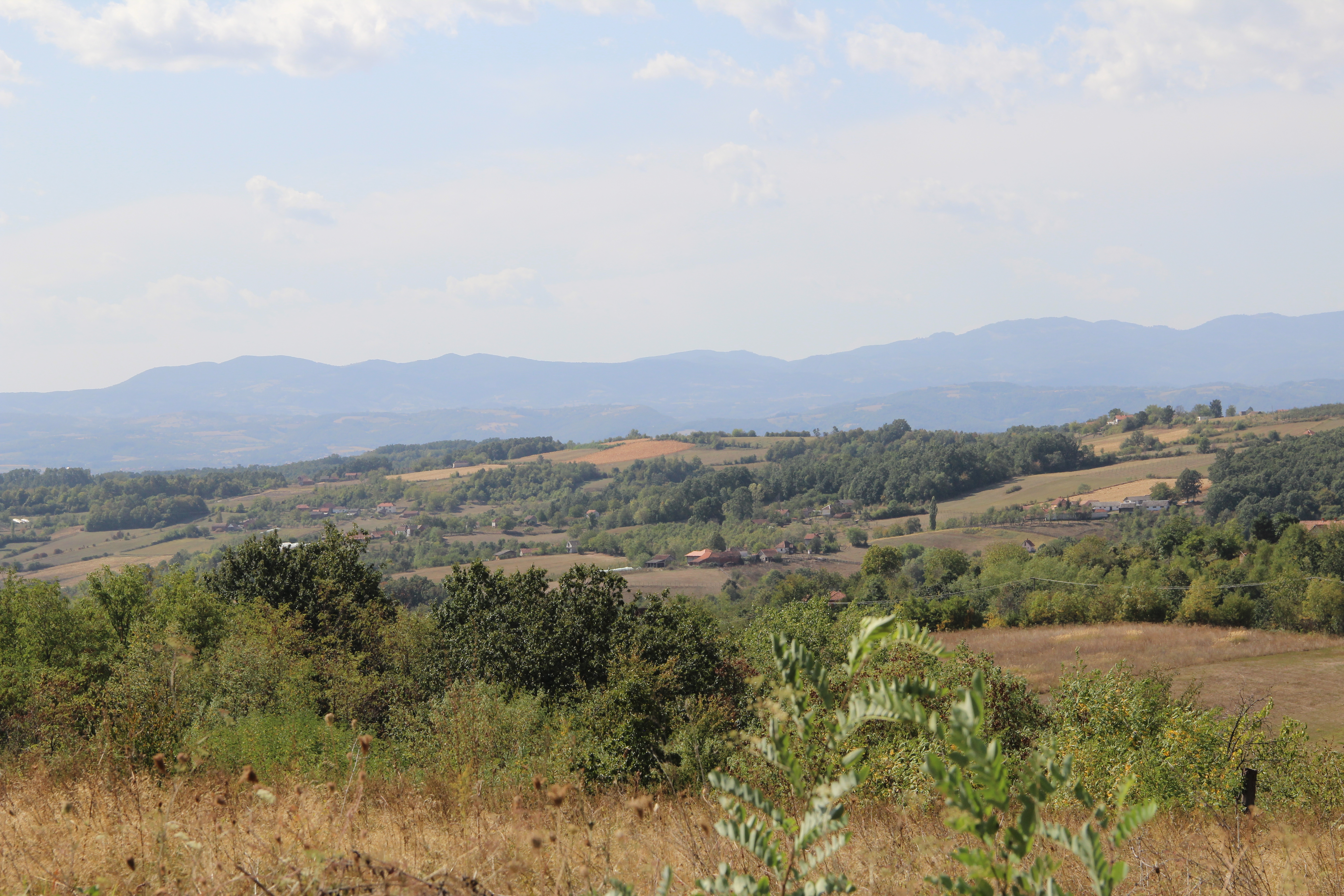
Babina Luka - Panorama
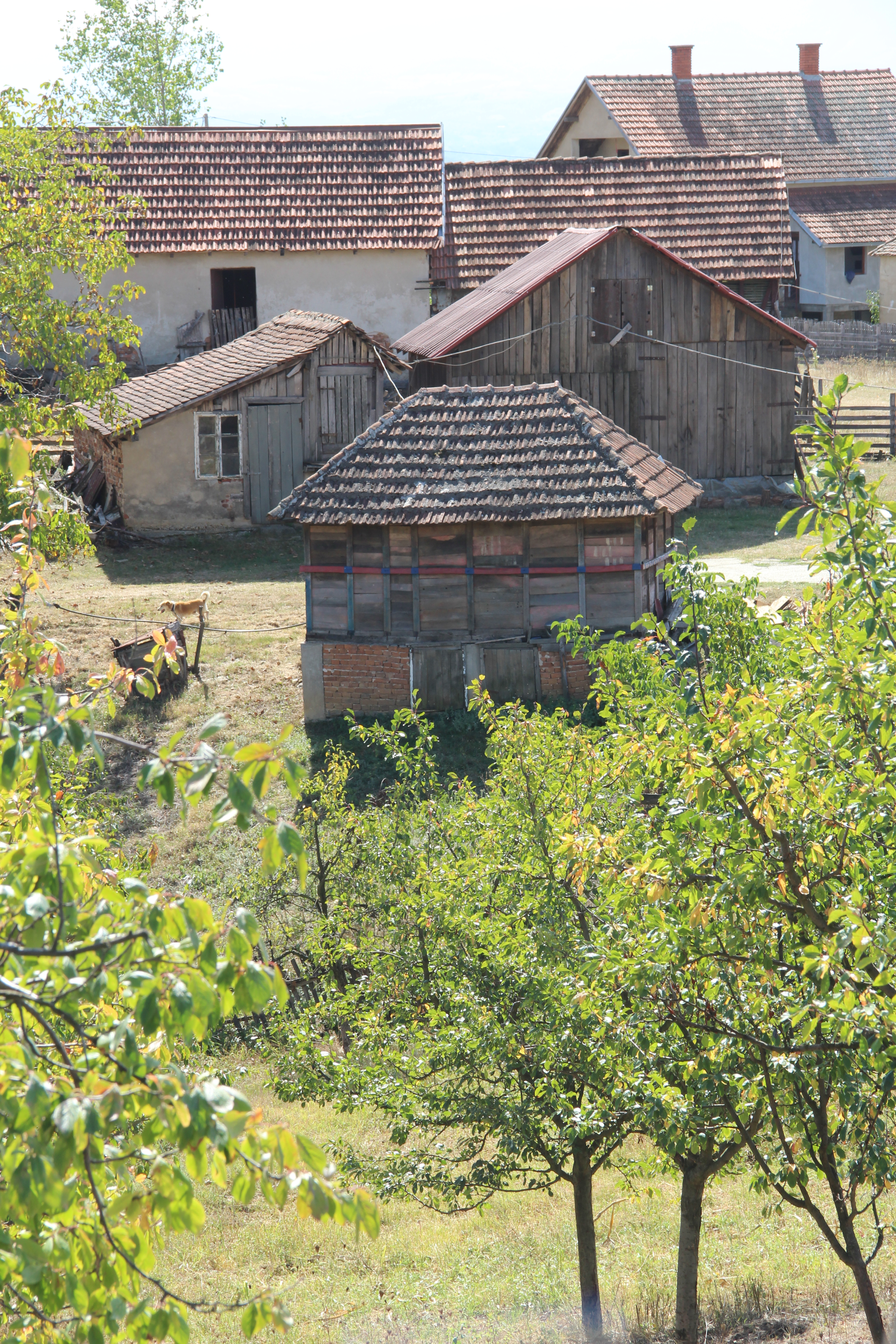
Babina Luka - Panorama
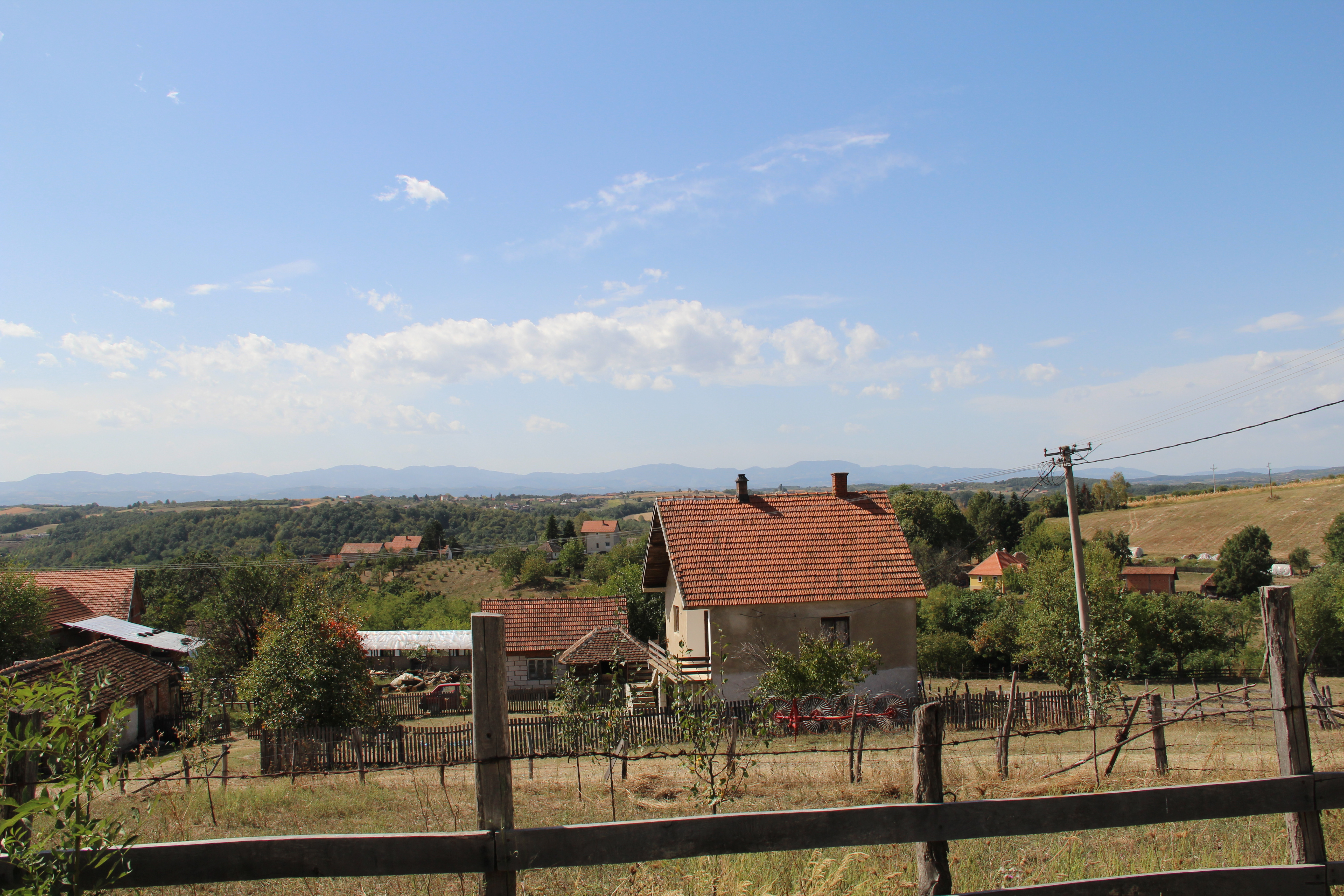
Babina Luka - Panorama
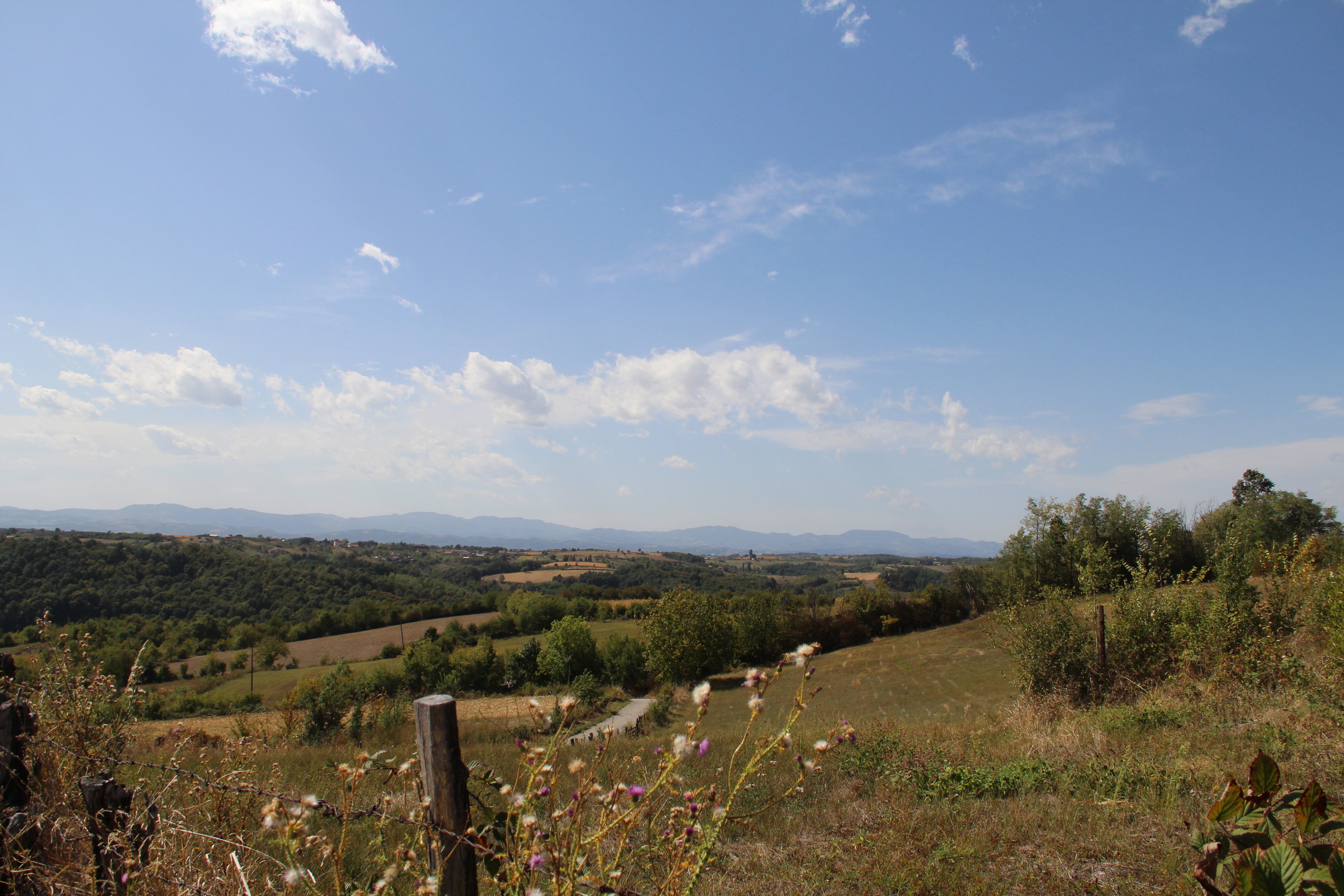
Babina Luka - Panorama
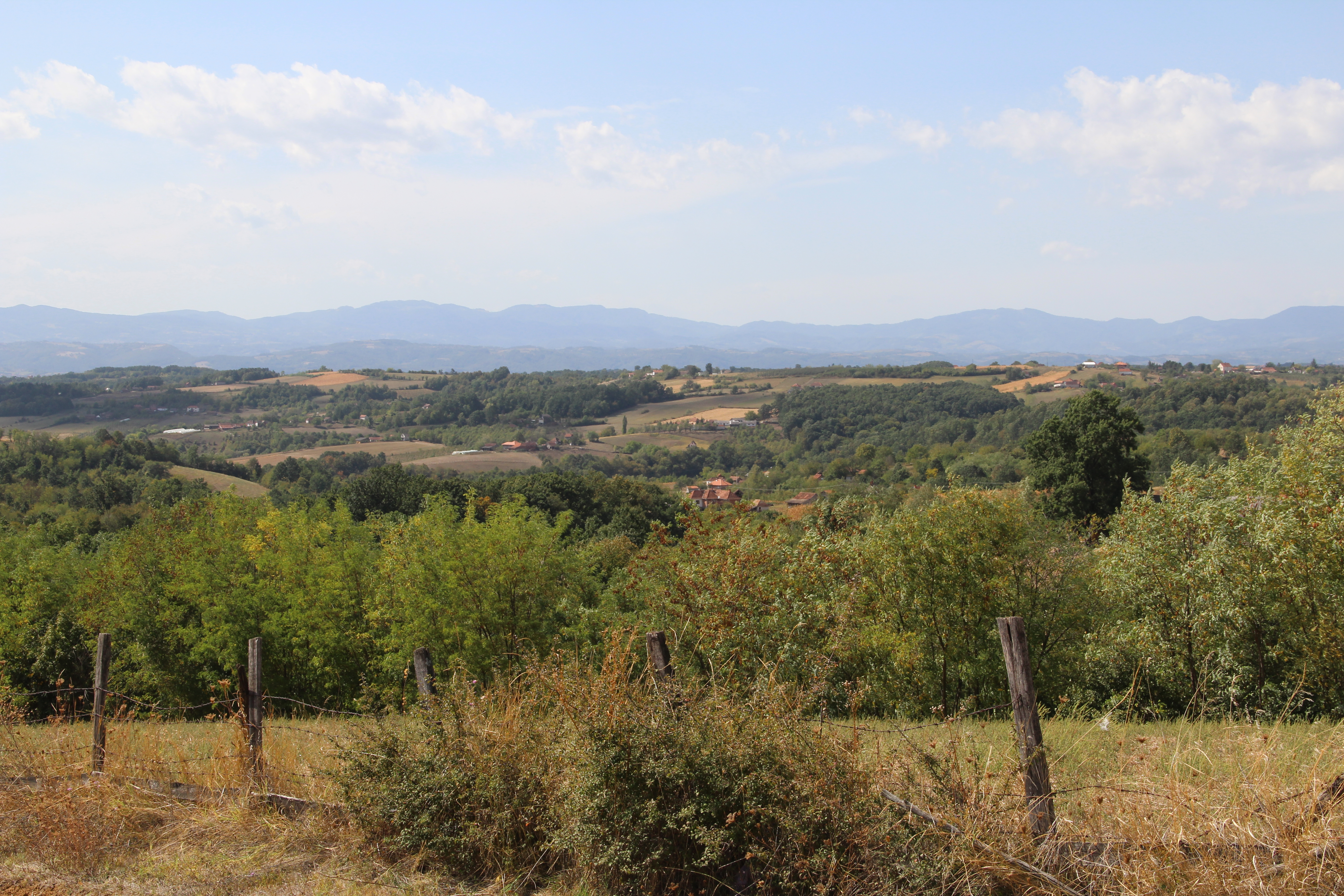
Babina Luka - Panorama
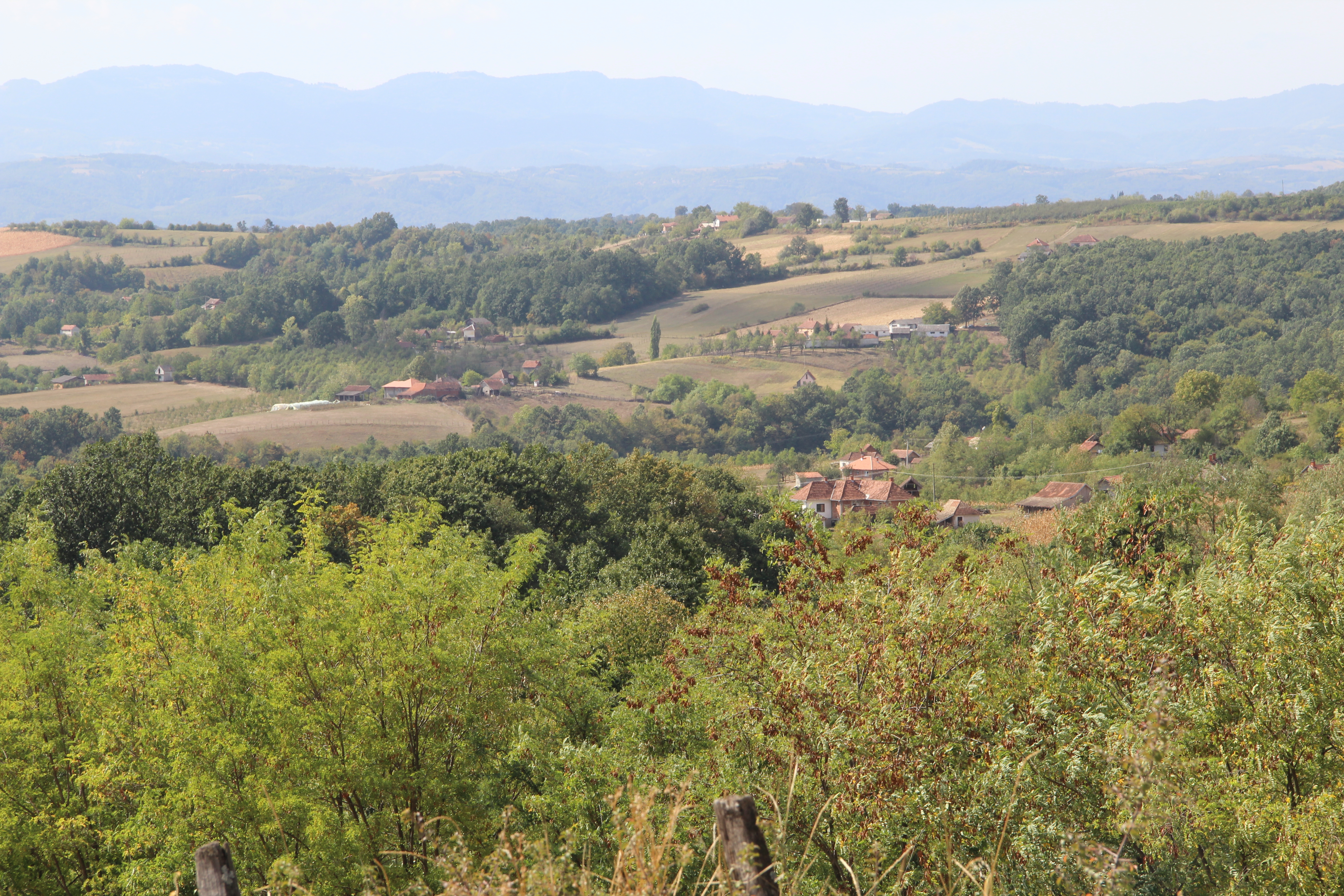
Babina Luka - Panorama